# Naif Hazazi
Naif Ahmed Taib Hazazi (arabisch نايف هزازي, DMG Nāyif Hazāzī; * 27. Juli 1988 in Dschidda) ist ein saudi-arabischer Fußballspieler.

## Karriere

### Verein
Bereits in seiner Jugend war er Teil von al-Ittihad und wechselte schließlich zur Saison 2006/07 in die erste Mannschaft. Dort spielte er schließlich einige Jahre lang und gewann zwei Mal die Meisterschaft und in seiner letzten Saison auch noch einmal den Pokal mit seiner Mannschaft. Zur Spielzeit 2013/14 wechselte er weiter zu al-Shabab wo er bis zum Ende der Saison 2014/15 spielte. Hier gewann er gleich noch einmal in der ersten Saison den Pokal sowie danach noch einmal den Superpokal. Nach seiner Zeit hier folgten wiederum zwei Spielzeiten bei al-Nasr und danach noch einmal ein halbes Jahr bei al-Taawoun. Zum Jahreswechsel 2018 war er erst einmal ohne Klub.
Mitte April 2018 taucht er wieder in der ersten Liga von Rumänien auf wo er beim FC Botoșani einen Vertrag unterschrieb. Dort verblieb er bis zum Ende der Saison und kam lediglich einmal kurz in einer Partie der Abstiegsrunde zum Einsatz. Ab August 2018 spielte er wieder in seinem Heimatland, diesmal bei Ohod al-Medina, bereits Ende Oktober endete sein Vertrag nach drei Einsätzen hier aber bereits wieder.
Nach einer längeren Pause ohne Klub spielt er nun seit Ende Januar 2020 beim al-Adalah FC, mit dem er nach 2020 in die zweite Liga abstieg.

### Nationalmannschaft
Sein Debüt in er Nationalmannschaft von Saudi-Arabien hatte er am 19. November 2008 bei einer 0:2-Niederlage innerhalb der Qualifikation für die Weltmeisterschaft 2010 gegen Südkorea. Er stand hier in der Startelf und bekam in er 34. Minute den gelben Karton gezeigt. Bereits in der 58. Minute folgte die zweite Gelbe Karte, womit er mit gelb-rot vom Platz musste. Danach kam er in fast jedem Spiel der Qualifikationsgruppe zum Einsatz. Sein erstes Turnier war dann die Asienmeisterschaft 2011, wo er in jeder Partie der Mannschaft zum Einsatz kam. Bei der Asienmeisterschaft 2015 spielte er in jeder Partie dann sogar über die vollen 90 Minuten. Danach kam er bei keinem Turnier mehr zum Einsatz. Sein letztes Spiel war am 21. März 2019 eine 1:2-Freundschaftsspielniederlage gegen die Vereinigten Arabischen Emirate.